# Rogeria adenophylla
Rogeria adenophylla är en sesamväxtart som beskrevs av Jacques Étienne Gay. Rogeria adenophylla ingår i släktet Rogeria och familjen sesamväxter. Inga underarter finns listade i Catalogue of Life.